# Famille Viczay
Viczay de Loos (hongrois :  lósi és hédervári gróf Viczay) est le patronyme d'une ancienne famille hongroise éteinte en 1873 et issue du clan Osl.

## Membres
- Beled Vicai de Lózs (fl. 1237-1291), premier du nom, fils de Beled de genere Osli (fl. 1216-1236), Grand-échanson du royaume de Hongrie.
- Tamás Viczay (en), főispán du comté de Sopron de 1347 à 1360.
- Éva Viczay (en) (1602-1651), seconde épouse du baron Pál (en) Esterházy, chambellan de prince Gabriel Bethlen, frère de  Nikolaus Esterházy (en) et père de Ladislaus Esterházy (en), tous deux palatins de Hongrie.
- comte Mihály II. Viczay (en) (1757-1831), numismate, archéologue et collectionneur hongrois.
- comte Ferenc Viczay (1780-1836), chambellan Impérial et Royal. Fils du précédent, époux de  Amália Zichy dont :
- comte Héder Viczay (en) (1807-1873), explorateur, archéologue, collectionneur, conseiller privé Impérial et Royal, főispán du comté de Győr, dernier membre de la famille Viczay.
- Károly Viczay (1802–1867), fils du précédent, il fut conseiller privé KuK. Il épousa la comtesse Mária Khuen, tante du premier ministre Károly Khuen-Héderváry.

## Galerie

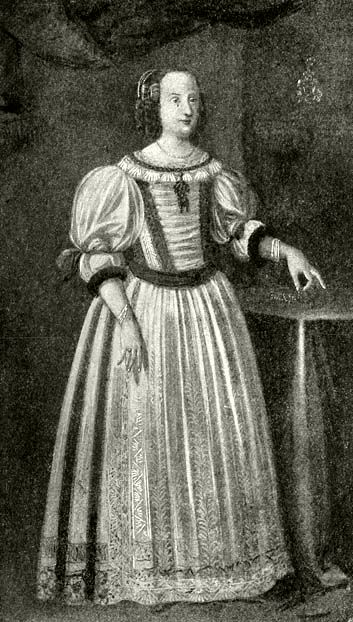
Éva Viczay
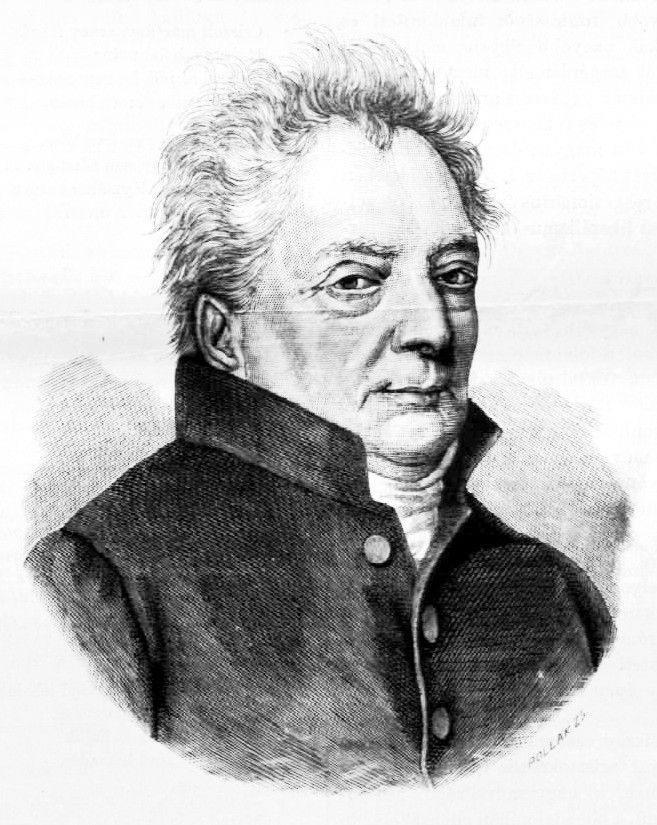
Mihály Viczay
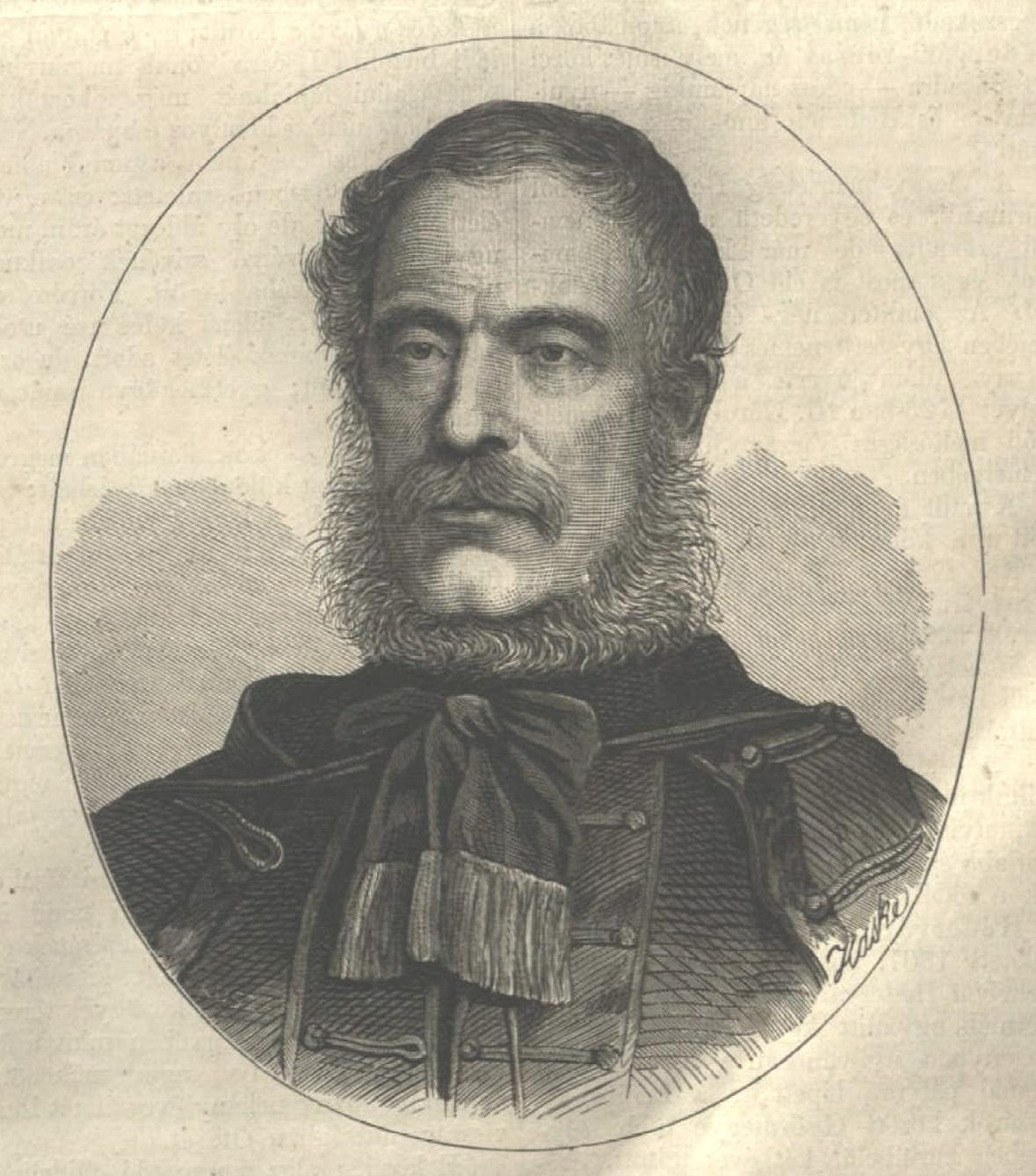
Héder Viczay

## Sources, liens externes
- Reiszig Ede dr. : Győr vármegye nemes családjai ("Les familles du comté de Győr"), DAB. en ligne
- Iván Nagy : Magyarország családai
- Généralogie sur genealogy.euweb